# ジョンソン郡 (イリノイ州)

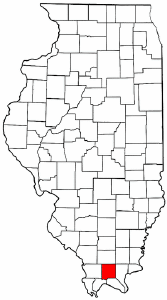
イリノイ州内の位置

ジョンソン郡 (Johnson County) は、アメリカ合衆国イリノイ州に位置する郡である。人口は12,878人（2000年）。郡庁所在地はw:Vienna, Illinoisである。

## 地理
アメリカ合衆国統計局によると、この郡は総面積904 km2 (349 mi2) である。このうち893 km2 (345 mi2) が陸地で11 km2 (4 mi2) が水地域である。総面積の1.22%が水地域となっている。

### 隣接する郡
- ウィリアムソン郡（北）
- セイリーン郡（北東）
- ポープ郡（東）
- マサック郡（南東）
- プラスキ郡（南西）
- ユニオン郡（西）

## 人口動静
2000年国勢調査で、この郡は人口12,878人、4,183世帯、及び3,053家族が暮らしている。人口密度は14/km2 (37/mi2) である。6/km2 (15/mi2) の平均的な密度に5,046軒の住宅が建っている。この郡の人種的な構成は白人83.52%、アフリカン・アメリカン14.17%、先住民0.27%、アジア0.13%、太平洋諸島系0.04%、その他の人種1.07%、及び混血0.79%である。ここの人口の2.86%はヒスパニックまたはラテン系である。
この郡内の住民は18.30%が18歳未満の未成年、18歳以上24歳以下が11.40%、25歳以上44歳以下が34.00%、45歳以上64歳以下が22.70%、及び65歳以上が13.60%にわたっている。中央値年齢は37歳である。女性100人ごとに対して男性は149.00人である。18歳以上の女性100人ごとに対して男性は160.20人である。
この郡の世帯ごとの平均的な収入は33,326米ドルであり、家族ごとの平均的な収入は40,275米ドルである。男性は29,415米ドルに対して女性は22,844米ドルの平均的な収入がある。この郡の一人当たりの収入 (per capita income) は17,990米ドルである。人口の11.30%及び家族の8.10%は貧困線以下である。全人口のうち18歳未満の11.30%及び65歳以上の11.50%は貧困線以下の生活を送っている。

## 都市及び町
- シンプソン
- Vienna
- Belknap
- Buncombe
- Cypress
- Goreville
- New Burnside

1. ↑   Find a County, National Association of Counties 2011年6月7日閲覧。
2. ↑   American FactFinder, United States Census Bureau 2008年1月31日閲覧。